# علی الخطابی
علی الخطابی (عربی: علی الخطّابی؛ زادهٔ ۱۷ ژانویهٔ ۱۹۷۷) یک بازیکن فوتبال اهل هلند است.
وی همچنین در تیم ملی فوتبال مراکش بازی کرده‌است.